# Shahrestān-e Ţabas
Shahrestān-e Ţabas (persiska: شهرستان طبس, طبس) är en shahrestan, delprovins, i Iran.   Den ligger i provinsen Sydkhorasan, i den centrala delen av landet, 500 km öster om huvudstaden Teheran.
Delprovinsen hade 72 617 invånare 2016.